# Swaffelen
Swaffelen (o zwaffelen) è un termine olandese che significa colpire con il pene, spesso ripetutamente, un oggetto o il corpo di un'altra persona. Swaffelen è stata nominata parola dell'anno dei Paesi Bassi nel 2008.
L'atto dello swaffelen spesso è una forma di seduzione, di umorismo crudo, o viene esercitato in modo degradante, ma può anche essere parte dell'atto sessuale. Quando l'atto è praticato verso una persona, spesso la parte del corpo colpita è una guancia. Durante l'atto, il pene è generalmente semi-eretto.

## Origine
Il termine "swaffelen" potrebbe avere avuto origine in regioni anglofone. Potrebbe aver avuto origine dai termini olandesi che significano nuotare, ondeggiare e "avventarsi su", ma anche dal tedesco Schweif (coda) o Schwanz (pene).

## Parola dell'anno
Swaffelen è stata eletta parola dell'anno nel 2008 in una competizione organizzata da Genootschap Onze Taal (Società della Nostra Lingua), Van Dale Uitgevers (Edizioni Van Dale) e il giornale De Pers.  Il blog GeenStijl.nl ha incoraggiato i lettori a votare "swaffelen". "Swaffelen" ha ricevuto il 57% dei voti, mentre "wiiën" (che significa giocare con la Wii) ha avuto solo il 12% e "bankendomino" (che indica la crisi del credito) si è fermata al 6%, seguita da "Gastroseksueel" e "smirten" con il 5%.